# チョハ

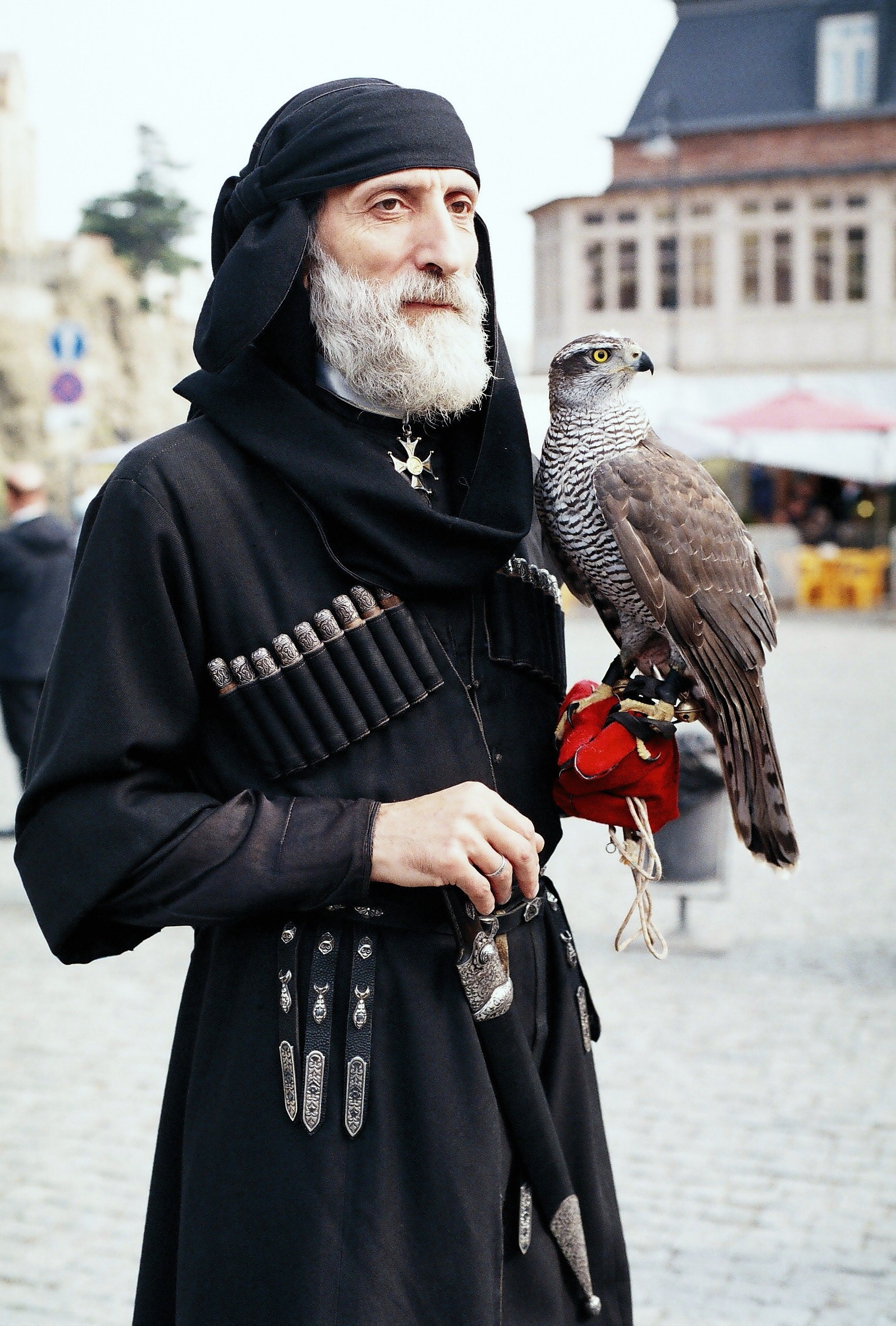
チョハを着たジョージアの男性

チョハ（グルジア語: ჩოხა chokhaまたはტალავარი t'alavari、アブハズ語: акәымжәы、アディゲ語: цые、ペルシア語: چوقا、アルメニア語: չուխայ、アゼルバイジャン語: çuxa、チェチェン語: чокхиб、カバルド語: цей、レズギ語: чуха、オセット語: цухъхъа、ロシア語: черкеска, tr. cherkeska、ウクライナ語: черкеска）は、カフカスに住む人々が着用するウールで作られた伝統的な衣裳である。ロシア語やウクライナ語ではチェルケス人に由来するチェルケスカと呼ばれる。。

## 歴史
9世紀から1920年まで、多くのグルジア人が着用していた。ソビエト統治時代にはめったに見られなくなったが、占領に対する抵抗の象徴と民族意識から再び着用するようになった。カジュアルな場では見られないが、公式行事や結婚式などの祝いの場で着用する。
2019年10月22日、サロメ・ズラビシュヴィリ大統領とティムラズ・レジャバ駐日特命全権公使兼臨時代理大使が今上天皇の即位礼正殿の儀に参列した際に、映画『スター・ウォーズ』に出てくるジェダイの騎士や映画『風の谷のナウシカ』の衣装に似ていると日本で話題になった。
2020年6月9日、ジョージア文化遺産保護庁は、チョハを身に着ける文化をジョージアの無形文化遺産とした。

## デザイン
厚手の布で胴体部は体に沿うように、腰から下は裾が広がっており移動を阻害しないようになっている。火縄銃の火薬・弾薬類を収納する筒状のポケット（Gazyr）を複数持つ。

## 種類
4種類ある。